# ساجاما (بوليفيا)
مقاطعة ساجاما (بالإسبانية: Provincia de Sajama) هي إحدى المقاطعات الواقعة في أقصى الشمال الغربي من إدارة أورورو في بوليفيا.

## الموقع الجغرافي
تشترك مقاطعة ساجاما في حدودها مع كل من تشيلي غربًا، وهي تقع ضمن منطقة الأنديز البوليفية. وتُعد من المناطق الجبلية التي تضم أعلى قمة في البلاد، وهي بركان ساجاما الذي يصل ارتفاعه إلى أكثر من 6500 متر فوق مستوى سطح البحر، ويقع ضمن منتزه ساجاما الوطني.

## الإدارة
تتكوّن المقاطعة من عدد من البلديات، وتُعد بلدة كوركويرا (Curahuara de Carangas) مركزها الإداري. يُشرف على إدارتها مجلس محلي يتبع حكومة إدارة أورورو.

## الجغرافيا والمناخ
تتسم مقاطعة ساجاما بتضاريس جبلية ومرتفعات عالية، بالإضافة إلى مناخ بارد وجاف نسبيًا، ما يجعلها منطقة مثالية لأنشطة مثل تسلّق الجبال والسياحة البيئية. كما تضم المنطقة مواقع أثرية وشعوبًا من السكان الأصليين يحافظون على تقاليدهم الثقافية.